# ضيق مزاحة (الحيمة الخارجية)

تعديل مصدري - تعديل

ضيق مزاحة هي إحدى قرى عزلة بني القلام بمديرية الحيمة الخارجية التابعة لمحافظة صنعاء، بلغ تعداد سكانها 75 نسمة حسب تعداد اليمن لعام 2004.